# Брейкдаун
Брейкдаун (в переводе с англ. Breakdown — «срыв», «упадок», «провал»; также существуют синонимы Harddance-проигрыш, mosh part, beatdown, throwdown и two-steps) — замедленная часть композиций жанра хардкор-панк и других произошедших от него жанров. Брейкдаун является неотъемлемым фрагментом металкор- и дэткор-песен. Считается, что такие моменты являются наиболее тяжёлыми, брутальными, ярчайшими, вызывающими у людей ритмичные телодвижения в такт музыке.

## Музыкальная характеристика
Средний темп брейкдауна — 65-70 ударов в минуту, однако бывают и редкие случаи, когда темп опускается до 50 или, наоборот, поднимается до 90 ударов в минуту. Роль гитары уменьшается, акцент делается на бас-гитаре, металлических компонентах ударной установки и кардане. Гитара в такие моменты играет ритмические риффы. Малый барабан играет половинные или четвертные ноты, тарелки — четвертные и восьмые, а кардан очень часто играет стаккато. Вследствие того, что во время брейкдаунов зачастую гитара перестаёт играть основную партию, а только отрывисто сопровождает ударные, брейкдаун, как правило является немелодичной частью, так называемой «мелодической пустотой». Поэтому мелодичные поджанры, такие как мелодичный металкор и мелодичный дэткор, отличаются частым пренебрежением брейкдаунами. Обычно на протяжении всего брейкдауна вокалисты повторяют одно и то же высказывание, также нередко использование в таких моментах сингалонгов. В металкоре также во время таких проигрышей меняется вокальный приём: от экстремальных гроулинга и скриминга до чистого вокала или наоборот.

## Использование в песнях
В хардкор- и дэткор-песнях брейкдаун идет сразу после скоростной части, что является некой контрастностью наиболее интенсивной части. Типичное снижение темпа происходит примерно к середине песни. Такой резкий переход подталкивает слушателей на концертах к мошу. В данных ситуациях брейкдауны являются кульминационными моментами, отражающими истинное мастерство исполнителей, или, напротив, — их незрелость. Однако в последнее время всё чаще исполнители используют брейкдауны для завершения композиций. В лёгком поджанре изикоре, произошедшим от слияния хардкора и металкора с поп-панком, брейкдауны играют только декоративную роль.

## Комментарии
1. ↑  Hard dance, в переводе с англ. — «жёсткий танец», — слэм или мош, имеющий наивысший разгар во время брейкдаунов[2][3].
2. ↑  Не путать с музыкальным жанром битдаун-хардкор, совмещающий в себе элементы хардкор-панка, метала, гранжа и хип-хопа[5][6].
3. ↑  Сингалонг — хоровой выкрик отдельных фраз, слов или даже звуков в песнях жанров хардкор-панк, straight edge и youth crew[13]. Не следует путать сингалонг с бэк-вокалом[13].